# ياغ كوشفادا 2
ياغ كوشفادا 2 (JG 2) "Richthofen" كان جناح مقاتل ألماني خلال الحرب العالمية الثانية.

## التاريخ العملياتي
تم تشكيل الوحدة من أجزاء من الجناح المقاتل 131 في 1 مايو 1939 في دوبريتز وكان أول قائد لها هو العقيد روبرت ريتر فون غريم. عند اندلاع الحرب، كانت الوحدة تتمركز في منطقة برلين تحت Luftgaukommando III. تم تجهيز وحداته الفرعية بطائراتمسرشميت بي اف 109.

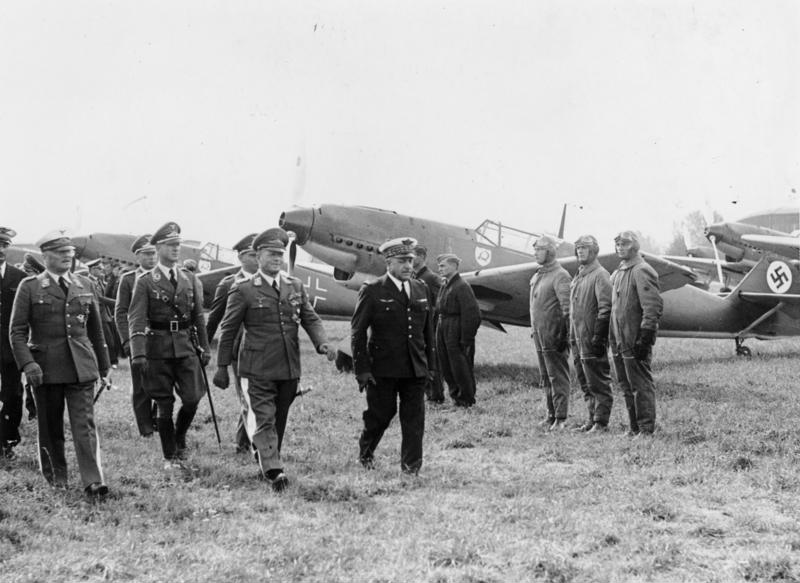

استعدادًا لعملية بربروسا، غزو الاتحاد السوفياتي في يونيو 1941، تم نقل معظم الوحدات المقاتلة إلى الحدود الشرقية لألمانيا بحلول مايو 1941 ولكن تم ترك JG 2 وJG 26 في شمال غرب أوروبا حيث كان هدفهم اعتراض القوات الجوية الملكية (RAF) العمليات النهارية عبر أوروبا. حافظ الجناحان على حوالي 120 طائرة صالحة للخدمة ضد العدد المتزايد من عمليات المسح لقيادة القوات الجوية الملكية التي تم إجراؤها لإضعاف لوفتفافه في حرب استنزاف. واحدة من أكثر أيام القتال ازدحاما على ساحل القناة في عام 1941 وقعت في 21 يونيو، بهجمات سلاح الجو الملكي البريطاني. 

## الضباط القادة
- الرائد جوهان رايتل 1 أبريل 1936 - 8 يونيو 1936
- أوبرست - جيرد فون ماسو، 9 يونيو 1936 - 31 مارس 1940
- أوبرست - هاري فون بولو - بوثكامب، 1 أبريل 1940 - 2 سبتمبر 1940
- الرائد - فولفجانج شيلمان، 2 سبتمبر 1940 - 20 أكتوبر 1940
- الرائد - هيلموت ويك، 20 أكتوبر 1940 - 28 نوفمبر 1940 (MIA)
- هاوبتمان - كارل هاينز جرايزرت، 28 نوفمبر 1940 - 16 فبراير 1941
- الرائد فيلهلم بالتاسار، 16 فبراير 1941 - 3 يوليو 1941
- المقدم- والتر ويزو، 4 يوليو 1941 - 1 يوليو 1943
- الرائد - إيغون ماير، 1 يوليو 1943 - 2 مارس 1944 (كيا)
- الرائد - كورت أوبين، 2 مارس 1944 - 27 أبريل 1944 (كيا)
- المقدم- كورت بوهليغن، 28 أبريل 1944 - 8 مايو 1945